# Piec kręgowy Hoffmana w Płazie
 Piec kręgowy „Hoffman” – zabytkowy wapiennik, piec kręgowy typu „Hoffman” z 1892 roku przeznaczony do wypału kamienia wapiennego znajdujący się na terenie zakładu wapienniczego w Płazie, w powiecie chrzanowskim.
Obiekt został wpisany do rejestru zabytków nieruchomych województwa małopolskiego.
Nazwa pochodzi od nazwiska niemieckiego budowniczego Eduarda Hoffmanna, który opatentował taki piec dla wypału cegły ceramicznej w 1858. Później zaadaptowano go do wypału wapna i gipsu (patent angielski z 1868, Humphrey Chamberlain, jednak wszystkie podobne piece nadal nazywano Hoffmannami). Pierwszy „Hoffman” zaczął działać w Piechcinie na Kujawach (1889). Piece takie działały do połowy XX wieku, potem zaczęły wychodzić z użycia. Obecnie w Polsce pracuje jeszcze około 100 pieców kręgowych w starszych zakładach ceramicznych. W przemyśle wapienniczym nie pracuje już ani jeden. Nigdzie na terenie Europy nie zachował się kompletny egzemplarz w takim dobrym stanie jak w Płazie.

## Historia
Piec ten znajduje się na terenie dawnego zakładu i kamieniołomu zarejestrowanego pod nazwą Gustaw Baruch i Spółka w 1890 roku. Według innego źródła zakład miał nazwę „Wapienniki, Kamieniołomy i Fabryka Mielonego Wapna w Płazie”. Założycielami byli adwokat Józef Stanisław Retinger i przedsiębiorca oraz radny z Podgórza Gustaw Baruch. W momencie powstawania przedsiębiorstwa pracami budowlanymi kierował krakowski inżynier Adam Boznański, ojciec malarki Olgi Boznańskiej. Według innego źródła zakład wydobywający i przetwarzający kamień wapienny o nazwie Wapienniki, Kamieniołomy i Fabryka Mielonego Wapna w Płazie powstał w roku 1887. Piec kręgowy typu Hoffmann służący do wypału wapna wybudowany został z cegły szamotowej z zewnątrz obłożonej kamiennymi blokami w 1892 roku. W 1949 roku wzniesiono drewnianą obudowę otaczającą budowlę.

Produkcja wapna prowadzona była sezonowo. Produkt uzyskany z tego pieca był wysokiej jakości, użyto go między innymi przy budowie Teatru Miejskiego w Krakowie. Przed I wojną światową produkowano tam ok. 300 ton rocznie.
W 1922 roku zakład zakupiło Towarzystwo Przedsiębiorstw Górniczych „TEPEGE” SA w Krakowie, które znacznie unowocześniło produkcję. Zakupiono między innymi nowy piec szybowy, który umożliwiał pracę cały rok.
Ostatni wypał wapna w piecu kręgowym odbył się w 1963 roku. Obecnie teren Wapiennika należy do spółki Kans-Pol, według innego źródła od 2006 r. należy do Spółki z o.o. „GiGa” w upadłości likwidacyjnej. Stowarzyszenie Za Piecem okresowo udostępnia piec zwiedzającym. 

## Opis procesu produkcyjnego
Kamień wapienny był dostarczany z pobliskiego kamieniołomu i wrzucany do 16 ułożonych owalnie komór. Po ich zapełnieniu wejścia do nich były zamurowywane. W stropach komór znajdowały się otwory, przez które wsypywano węgiel lub koks potrzebne do wypału. Działanie pieca oparte było na cyrkulacji powietrza krążącego w jednym kierunku. Spaliny powstające w tym procesie odprowadzane były do zewnętrznego komina przez dymniki i kanał spalinowy. Kamień w procesie wypalania zamieniał się w wapno. Cały cykl trwał 10 dni, po jego zakończeniu opróżniano komorę.
Wapno powstające w zakładzie wykorzystywano w budownictwie.